# Heliconia brachyantha
Heliconia brachyantha är en enhjärtbladig växtart som beskrevs av Bengt Lennart Andersson. Heliconia brachyantha ingår i släktet Heliconia och familjen Heliconiaceae. Inga underarter finns listade.